# Whopper

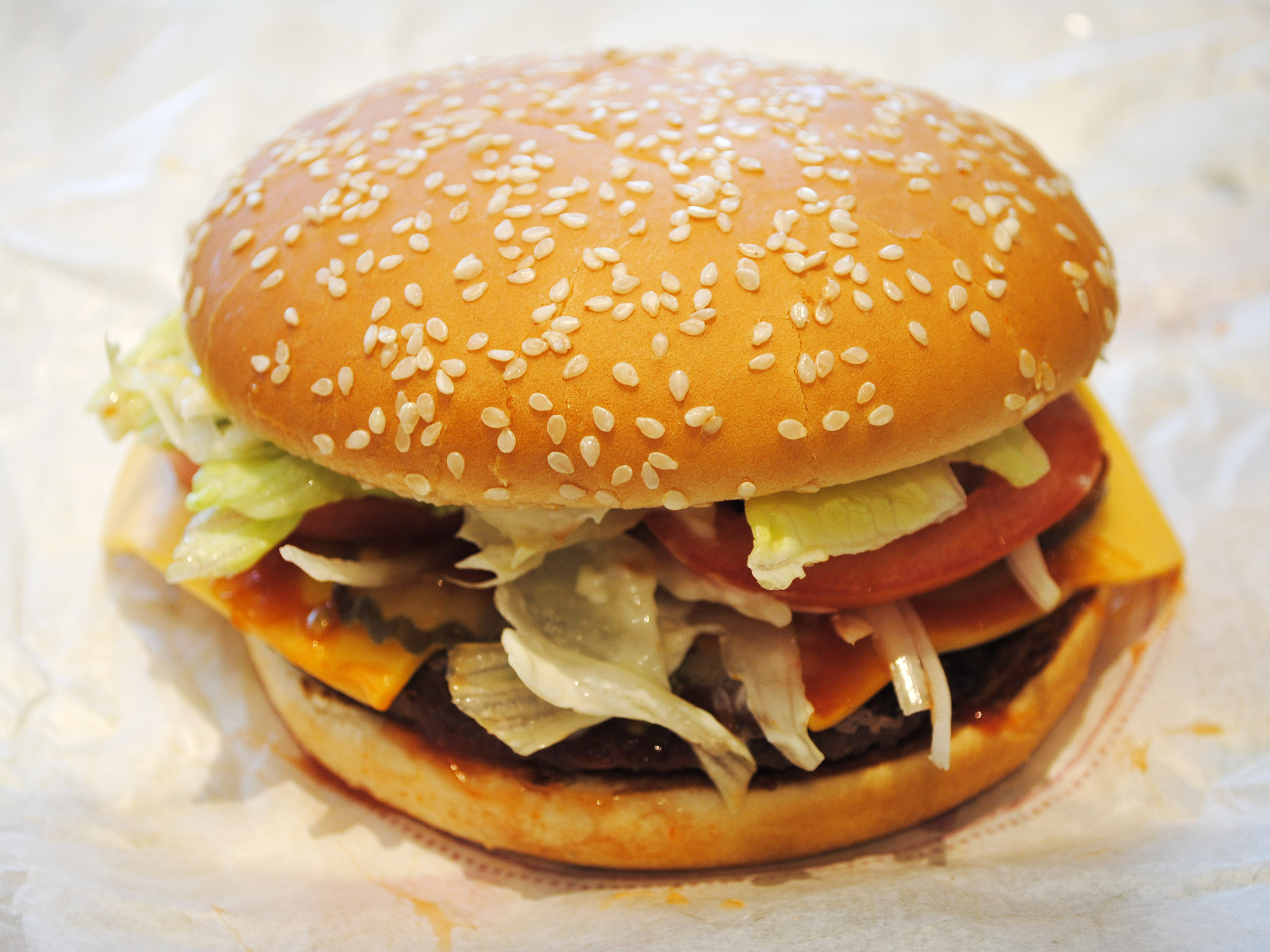
Un Whopper

Il Whopper (pronuncia americana [ˈwɑpɚ]; in inglese britannico [ˈwɒpə]) è il panino di punta della catena internazionale di fast food Burger King e del suo franchise australiano Hungry Jack's. Introdotto nel 1957, ha nel tempo subito diversi ritocchi, comprese modifiche alla dimensione e al tipo di pane utilizzato. Il Whopper è uno dei prodotti più noti del settore dei fast food, tanto da spingere la catena Burger King ad adottare la tag-line «Home of the Whopper» (Patria del Whopper) per la propria pubblicità. Inoltre, l'azienda ha sfruttato il nome per il BK Whopper Bar, un bar «di fascia alta» pensato per piccoli spazi con un menù più ristretto. Il successo del Whopper ha spinto operatori della concorrenza, come McDonald's e Wendy's, a proporre hamburger simili in grado di competervi.
Burger King vende diverse varianti del panino, assieme a versioni specifiche sviluppate per i gusti locali di regioni e paesi in cui la catena è presente con i suoi ristoranti. Per mantenere alto l'interesse nel Whopper, vengono periodicamente presentate, per un tempo limitato, versioni speciali del panino; il prodotto è spesso al centro di promozioni, offerte, tie-in: alcune delle pubblicità dell'inizio del XXI secolo, in particolar modo quelle per il mercato europeo, sono state inoltre accusate di insensibilità culturale e misoginia.
Burger King ha registrato molteplici marchi globali inerenti al Whopper.

## Storia

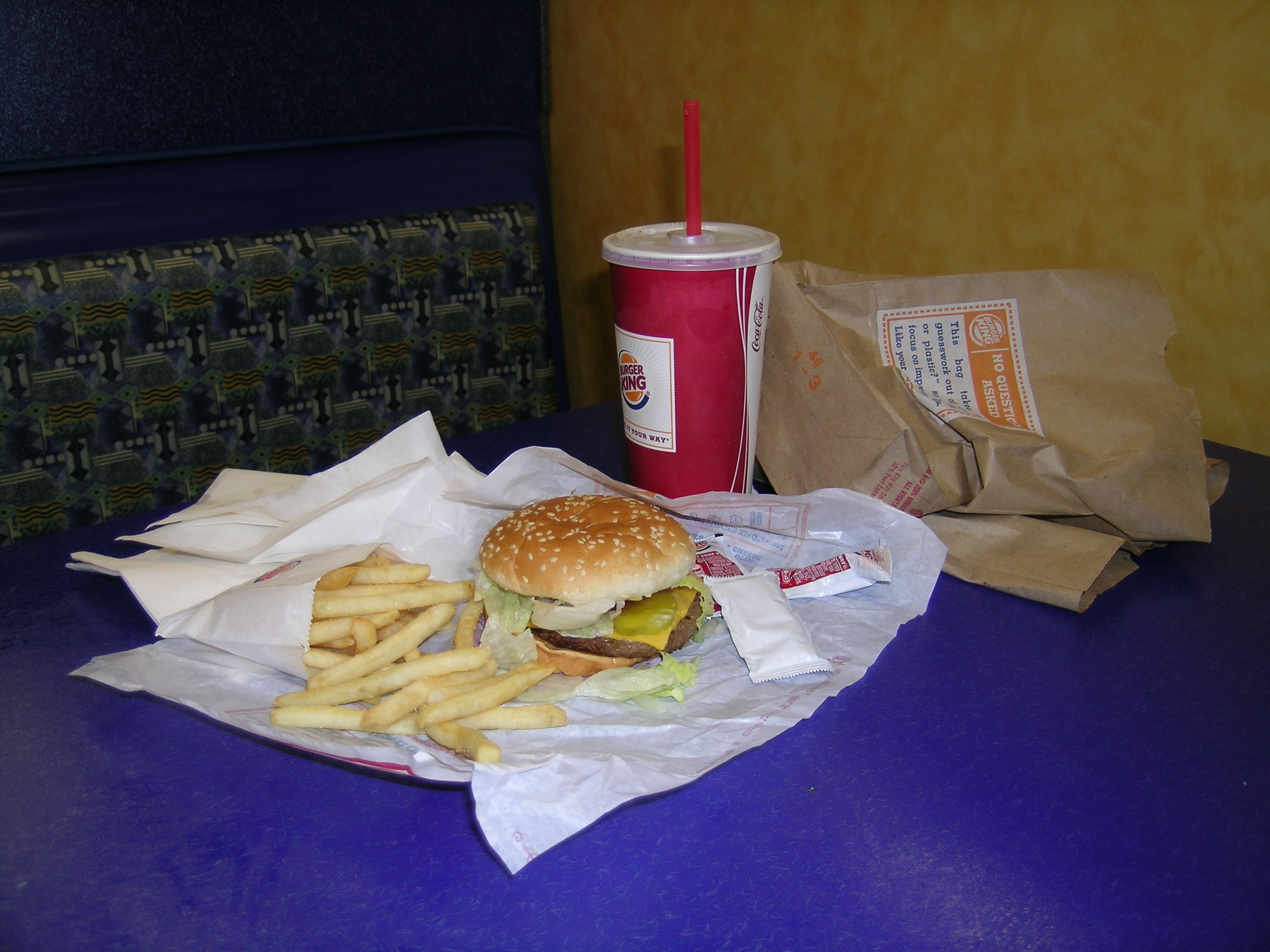
Tipico menù di Burger King: Whopper Jr, patatine fritte, e una bevanda gassata, in questo caso Coca-Cola.

Il Whopper è stato proposto nel 1957 da James McLamore, cofondatore di Burger King, e in origine costava 37 centesimi di dollari (2,99 $ nel 2007). McLamore lo creò in risposta a un hamburger di grandi dimensioni venduto da un ristorante rivale; ritenendo che il successo del prodotto fosse solo merito della taglia, sviluppò il Whopper, nome scelto proprio perché faceva pensare «a qualcosa di grande». Nel mondo dei fast food statunitensi bisognò attendere il Big Mac di McDonald's nel 1967 e il Big Shef di Burger Chef nei primi settanta per vedere un panino simile al Whopper.
All'inizio il Whopper era fatto con pane semplice, fino ai primi anni settanta, quando si passò a quello dalla superficie ricoperta di semi di sesamo. Nel 1985 il peso del Whopper fu incrementato a 120 g e il pane fu sostituito con un Kaisersemmel (o rosetta viennese). Questa mossa faceva parte della grande campagna pubblicitaria da 30 milioni di dollari (equivalenti a 53,2 milioni di euro del 2014) lanciata nel mezzo delle cosiddette Burger Wars (le "guerre" fra i fast food per il predominio sul mercato) e che si avvaleva dei volti di celebrità americane del momento, come gli attori Mr. T e Loretta Swit. Lo scopo di questa operazione era far risaltare Burger King e i suoi prodotti sui concorrenti, insistendo soprattutto sulle maggiori dimensioni dei propri panini, che, tuttavia, nel 1987 sarebbero state ricondotte a quelle precedenti, quando all'apice della Burger si insediò una nuova gestione che annullò molti dei cambiamenti appena introdotti. Nel 1994 si tornò al panino al sesamo, eliminando l'ultima traccia del "revamp" del 1985. Nel 1999 Burger King e il Whopper sbarcano in Italia, nelle zone dei Paninari milanesi, al tardivo inseguimento del proprio emulo italiano Burghy, da poco assorbito dalla McDonald's.
La confezione del Whopper è cambiata molte volte dalla sua nascita. A differenza di McDonald's, Burger King non ha mai utilizzato la scatola a forma di conchiglia in Styrofoam, un materiale plastico a base di polistirolo. Quando, alla fine degli anni ottanta, insorsero preoccupazioni sull'impatto ambientale di questo materiale, la società ebbe facile gioco nel vantarsi di aver sempre utilizzato il cartoncino per il suo scatolame, anche se, per risparmiare materia prima, il cartoncino sarebbe poi sostituito, nel 1991, con la carta cerata. Per un breve periodo nel 2002, volendone celebrare il 45º anniversario, il panino fu avvolto in un foglio d'alluminio dorato. Dal 2012, il Whopper viene servito avvolto a metà da un foglio di carta velina, in una scatola di cartoncino.

### Prodotti simili
La concorrenza (globale nel caso di McDonald's, più limitata al Nord America per Wendy's) ha spesso cercato di inserire hamburger simili nei loro menù, spesso soprannominati «Whopper Stopper» nella fase di progettazione. Ad esempio, McDonald's ha proposto almeno sei diversi panini, tra cui il McDLT, l'Arch Deluxe e il Big 'N Tasty, mentre Wendy's propose il Big Classic, uguale nel contenuto ma in una rosetta.

## Descrizione

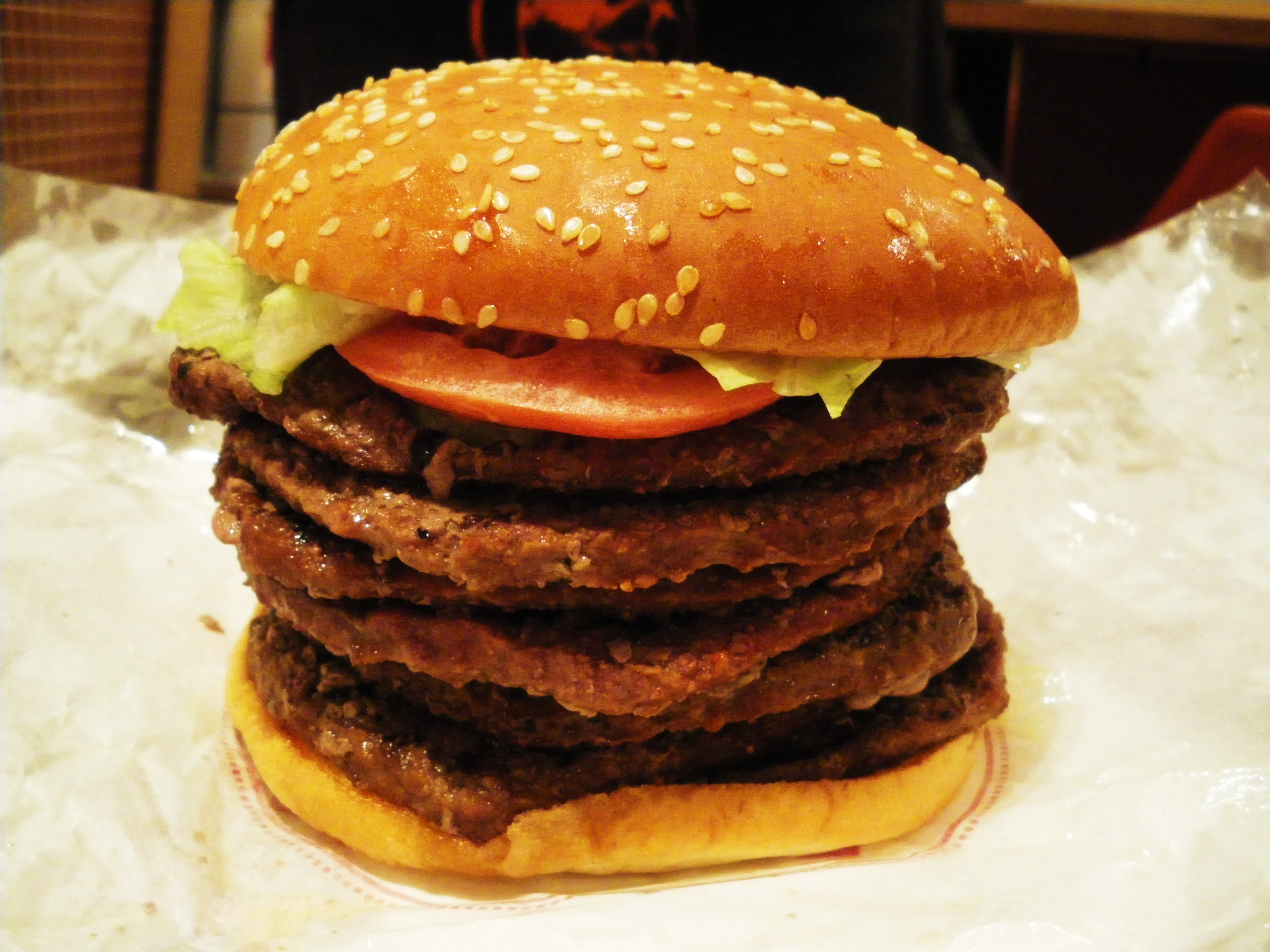
Il Windows 7 Whopper, offerto per breve tempo sul mercato giapponese.

Il Whopper è un hamburger, costituito da due crostini di pane al sesamo che racchiudono una polpetta piatta di carne di manzo («patty»), dal peso di 113,4 g, ovvero di un quarto di libbra («quarter-pound»), «grigliato alla fiamma sul momento»; il condimento è di maionese, ketchup, pomodoro, cetrioli, lattuga e cipolla affettata. È possibile aggiungere, a richiesta, ingredienti aggiuntivi come formaggio in sottilette, bacon, mostarda, jalapeños, oppure altre salse (come la barbecue), ma si può anche far escludere o aumentare la dose di qualunque ingrediente, rispettando lo slogan distintivo «Così come lo vuoi». Nella propria pubblicità, Burger King ha dichiarato che sono possibili 221 184 diverse combinazioni del panino.

### Versioni speciali del Whopper
Vengono vendute in tutto il mondo versioni con due o tre polpette all'interno, chiamate, rispettivamente, Double e Triple Whopper, o di dimensioni ridotte, il Whopper Jr.
Dapprima presentato in Europa, e solo nel 2008 giunto negli Stati Uniti d'America, l'Angry Whopper è invece caratterizzato da un gusto piccante. Alla ricetta tradizionale aggiunge sottilette di formaggio Cheddar, cipolle «angry», jalapeños e nachos. Nel marketing della catena, il prodotto è associato all'idea del Messico.
Il Windows 7 Whopper, fu lanciato in Giappone per promuovere l'omonimo sistema operativo per PC della Microsoft ed ebbe un inatteso successo di pubblico, tanto che la durata della promozione fu aumentata di nove giorni rispetto ai sette previsti in origine. Il panino era caratterizzato da sette polpette sovrapposte, per un'altezza di 13 cm e un peso di quasi un chilogrammo.

## Valori nutrizionali
| Nazione       | Energia                   | Carboidrati | Proteine     | Grassi (totali) | Fibra | Sodio        | Porzione (massa) | Fonte |
| ------------- | ------------------------- | ----------- | ------------ | --------------- | ----- | ------------ | ---------------- | ----- |
| Australia     | 2 882 kJ (689 kcal) (33%) | 49 g (16%)  | 29,8 g (60%) | 40,7 g (48%)    |       | 941 mg (41%) | 280 g            | .au   |
| Danimarca     | 2 509 kJ (600 kcal)       | 44, g       | 26,5 g       | 34,4 g          | 2,7 g |              |                  | .dk   |
| Germania      | 2 651 kJ (634 kcal)       | 45,3 g      | 27,3 g       | 34,5 g          | 4,2 g | 1 018 mg     | 274 g            | .de   |
| Italia        | 2 580 kJ (616,8 kcal)     | 43,6 g      | 26,6 g       | 36,5 g          | 3,9 g | 957 mg       | 274,0 g          | .it   |
| Nuova Zelanda | 2 649 kJ (633 kcal)       | 49,2 g      | 29,8 g       | 34,2 g          |       | 855 mg       | 298 g            | .nz   |
| Regno Unito   | 2 741 kJ (655 kcal)       | 51,5 g      | 30,5 g       | 35,4 g          | 3,4 g | 1 043 mg     |                  | .uk   |
| Stati Uniti   | 2 803 kJ (670 kcal)       | 51 g        | 29 g         | 40 g            | 3 g   | 980 mg (43%) | 290 g            | .us   |